# Cerithium lindae
Cerithium lindae là một loài ốc biển, là động vật thân mềm chân bụng sống ở biển thuộc họ Cerithiidae.

## Miêu tả
Chiều dài vỏ lớn nhất được ghi lại là 11 mm.

## Môi trường sống
Độ sâu lớn nhất được ghi lại là 0 m. Độ sâu lớn nhất ghi nhận được là 0 m.